# Árbol singular

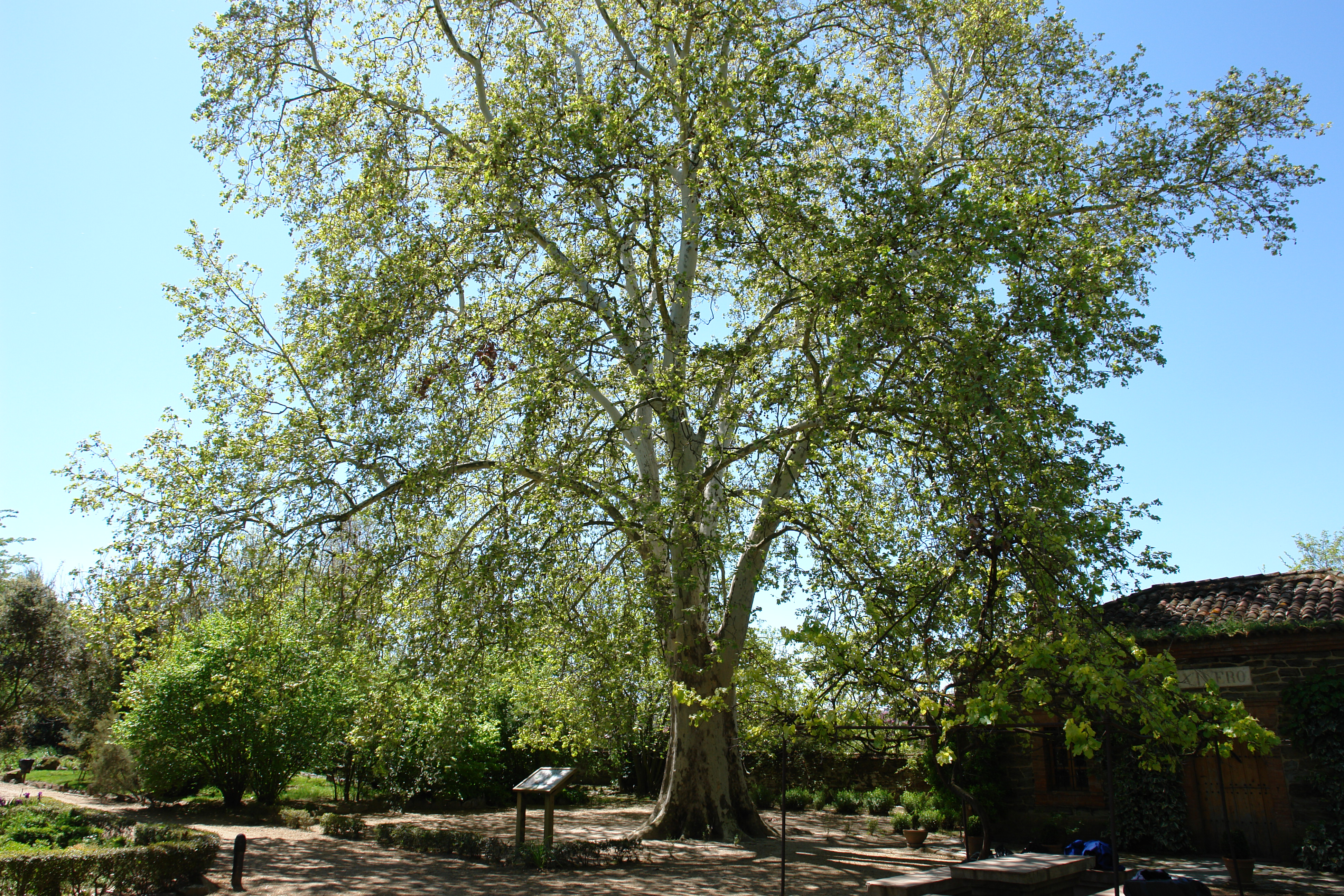
Plátano del vivero, del jardín botánico de Coria, declarado árbol singular

Un árbol singular, monumental, notable, sobresaliente, excepcional o veterano es aquel árbol que destaca de entre los demás por su tamaño, forma, edad, rareza, origen biológico, estado de conservación, belleza o por formar parte de mitos o tradiciones. Estos árboles suelen estar protegidos por legislaciones especiales de cada región o país.

## Por países

### España
A los árboles declarados singulares no se les puede talar ni dañar total ni parcialmente. Deben establecerse zonas de protección a su alrededor, cuya extensión varía según el paisaje, las especies asociadas, los peligros potenciales y otros factores. Para cualquier clase de protección debe pedirse un permiso a la administración competente. Para los casos en que alguien daña los árboles catalogados de singulares, las leyes estipulan sanciones. Leyes y catálogos similares son los de Cantabria (1984), Baleares (1991), Comunidad de Madrid (1992), País Vasco (1995), Extremadura (1998), La Rioja (1999), Castilla y León (2003), Aragón (2004) y Comunidad Valenciana (2006). Los inventarios de árboles singulares son abiertos, ya que se pueden incorporar continuamente nuevos ejemplares o eliminar los muertos.
| Comunidad o ciudad autónoma | Total árboles singulares | Total especies | Total municipios | Categoría en Wikimedia Commons               | Identificador Wikidata | Logotipo |
| --------------------------- | ------------------------ | -------------- | ---------------- | -------------------------------------------- | ---------------------- | -------- |
| Andalucía                   |                          |                |                  |                                              |                        |          |
| Aragón                      |                          |                |                  |                                              |                        |          |
| Asturias                    |                          |                |                  |                                              |                        |          |
| Baleares                    |                          |                |                  |                                              |                        |          |
| Canarias                    |                          |                |                  |                                              |                        |          |
| Cantabria                   | 214                      | 35             | 102              |                                              |                        |          |
| Castilla-La Mancha          |                          |                |                  |                                              |                        |          |
| Castilla y León             |                          |                |                  |                                              |                        |          |
| Cataluña                    |                          |                |                  |                                              |                        |          |
| Extremadura                 | 29                       |                |                  |                                              |                        |          |
| Galicia                     | 147                      |                | 78               |                                              |                        |          |
| La Rioja                    | 59                       |                |                  |                                              |                        |          |
| Madrid                      | 280                      | 56             | 68               | Árboles singulares de la Comunidad de Madrid | Q54823961              |          |
| Murcia                      |                          |                |                  |                                              |                        |          |
| Navarra                     |                          |                |                  |                                              |                        |          |
| País Vasco                  |                          |                |                  |                                              |                        |          |
| Valencia                    |                          |                |                  |                                              |                        |          |
| Ceuta                       |                          |                |                  |                                              |                        |          |
| Melilla                     |                          |                |                  |                                              |                        |          |

### Italia
En Italia, las características generales necesarias para identificar un Albero Monumentale están definidas por la ley nacional número 10 del 14 de enero de 2013, «Norme per lo sviluppo degli spazi verdi urbani», que también exige a los municipios italianos (comuni) realizar un censo de sus árboles monumentales. La definición de normas locales, detalles del censo y aspectos de aplicación de la ley tales como multas o subsidios relacionados con los árboles monumentales es un asunto que se transfiere a las regiones, que suelen aplicar leggi regionali («leyes regionales») específicas.

### Argentina
En Argentina, existen ciertos árboles singulares, especialmente por haber estado relacionado con personajes o héroes del país, o eventos históricos. Es dable mencionar:
- El pino de San Lorenzo:[26] Junto a él descansó José de San Martín el 3 de febrero de 1813, después del combate de San Lorenzo contra las tropas realistas.
- El ciprés del Perito Moreno:[27] estaba ubicado en la ciudad de Bariloche, asociado al paso del Perito José Pascasio Moreno por el Nahuel Huapí.
- La higuera.
- Algarrobo de Pueyrredón. A su sombra, los generales San Martín y Pueyrredón conversaron en 1817 y 1818, sobre temas relativos a la independencia de América. Se estima tiene 350 años de edad.
- La Magnolia de Avellaneda:[28] plantada en 1875, se encuentra en los bosques de Palermo de la ciudad de Buenos Aires. La misma fue motivo de una disputa entre el presidente Nicolás Avellaneda y Domingo F. Sarmiento a cargo de la dirección del parque, ya que Sarmiento quería plantar un arrayán y Avellaneda una magnolia.
- El Ombú del virrey Vértiz.
- El Aguaribay del Perito Moreno.
- El Gomero de la Recoleta.
- Ombú de Perdriel.

## Algunos árboles singulares
- Bosque de los cedros de Dios son mencionados en la Biblia
- Matusalén (árbol)
- Sarv-e Abarkuh
- Prometeo (árbol) árbol de más de 5000 años de edad
- Árbol de Guernica